# Kyperská rallye 2010
Kyperská rallye 2010 byla dvanáctou a poslední soutěží šampionátu Intercontinental Rally Challenge 2010. Po zisku obou titulů jí vynechal tým Škoda Motorsport. Zvítězil Nasser Al-Attiyah s vozem Ford Fiesta S2000. Soutěž měřila 229,3 km a měla 14 rychlostních zkoušek.

## Průběh soutěže
Čtvrteční speciální test vyhrál Al-Attiyah, druhý byl Andreas Mikkelsen a třetí Jaromír Tarabus. Problémy s diferenciálem měl Martin Prokop. Další testy ale Prokop vyhrál a posunul se na druhé místo. Mikkelsen odstoupil po poruše motoru a Bryan Bouffier poškodil zavěšení a ztratil 25 minut. Na pátou pozici se posunul Roman Kresta, který vedl skupinu N. Během odpoledne se Prokop dostal do čela před Al-Attiyaha a vyhrál i večerní divácký test. Na třetím místě je Fenghali a čtvrtý Tarabus. 
Prokop vítězí v prvním testu druhé etapy, ale v druhém mu praskla poloosa a propadl se až na třetí pozici. Al-Attiyah se posunul opět do vedení a udržoval jej před Fenghalim. Po Prokopě jezdecké chybě byl třetí Tarabus. Bouffier ulomil zavěšení kola a ze soutěže odstupuje. Al-Attiyah vedení udržel a zvítězil. Druhý byl Fenghali a třetí Prokop, který v závěru předstihl Tarabuse. Kresta skončil šestý a vyhrál skupinu N.

## Výsledky
1. Nasser Al-Attiyah, Giovanni Bernacchini - Ford Fiesta S2000
2. Roger Feghali, Joseph Matar - Škoda Fabia S2000
3. Martin Prokop, Jan Tománek - Ford Fiesta S2000
4. Jaromír Tarabus, Daniel Trunkát - Ford Fiesta S2000
5. Nicos Thomas, Angelos Loizides - Peugeot 207 S2000
6. Roman Kresta, Petr Gross - Mitsubishi Lancer EVO IX
7. Charalambos Timotheou, Pambos Laos - Mitsubishi Lancer EVO X
8. Constantinos Tingrides, Panayoitis Sialos - Mitsubishi Lancer EVO IX
9. Misfer Al-Marri, Nicola Arena - Subaru Impreza STI
10. Panikos Polykarpou, Savvas Laos - Mitsubishi Lancer EVO IX